# Nowe Chechło
Nowe Chechło (niem. Neu Chechlau) – wieś sołecka w Polsce położona w województwie śląskim, w powiecie tarnogórskim, w gminie Świerklaniec.
W latach 1975–1998 miejscowość należała administracyjnie do województwa katowickiego.

## Informacje ogólne
Obecnie miejscowość przyciąga do siebie mieszkańców miast nie tylko ze Śląska. Z roku na rok rozwija się przemysł turystyczny. We wsi znajduje się kapliczka z drugiej połowy XIX wieku oraz krzyż i dzwonek z 1909 r. Na północ od wsi znajduje się zbiornik wodny Nakło-Chechło powstały przez zalanie pola wydobywczego „Chechło” dawnej Kopalni Piasku Podsadzkowego „Siemonia”.

## Nazwa
Nazwa wsi pochodzi od słowa "chechły", w języku staropolskim oznaczała mokradła i podmokłe łąki. Topograficzny słownik Prus z 1835 roku notuje wieś pod obecnie używaną, polską nazwą Nowe Chechło, a także zgermanizowaną Chechlau (Neu). Słownik wymienia również miejscowość sąsiednią o nazwie Stare Chechło (niem. Alt Chechlau).

## Wspólnoty wyznaniowe
- Kościół rzymskokatolicki:
  - parafia św. Brata Alberta
- Chrześcijańska Wspólnota Ewangeliczna:
  - placówka misyjna w Nowym Chechle[5]
- Świadkowie Jehowy:
  - zbór Nowe Chechło[6]